# 대전지방법원
대전지방법원(大田地方法院)은 대전광역시 및 세종특별자치시와 충청남도 전 지역을 관할하는 대한민국의 지방법원이다. 대전고등법원과 청사를 공유한다.
1977년에 노무현이 이 곳의 판사로 재직한 적이 있었다.

## 연혁
- 1895년 5월 15일: 공주재판소 설치(공주재판소 법률 제1호)
- 1896년 8월 15일: 충청남도 재판소 설치(충청남도재판소 칙령 제55호)
- 1908년 8월 1일: 공주지방재판소 구재판소 설치(법령 제8호, 제10호)
- 1909년 11월 1일: 공주지방재판소 충북지역 편입(칙령 제236호)
- 1912년 4월 1일: 공주지방법원 지청으로 개칭(제령 제4호)
- 1915년 4월 1일: 공주지방법원 출장소 설치(총독부령 제16호)
- 1938년 7월 1일: 대전지방법원을 대전으로 이전(총독부령 제132호, 제133호)
- 1945년 11월 19일: 청주지방법원 분리(군정임명사령 제36호, 제59호)
- 1947년 1월 1일: 대전지방심리원 지원으로 개칭, 등기소로 개칭(군정청 사법부 명령)
- 1948년 6월 1일: 대전지방법원(군정법령 제192호)
- 1982년 7월 6일: 순회심판소 설치(법률 제3345호)
- 1983년 9월 1일: 금산지원 폐지, 금산등기소 신설(법률 제3655호 대법원 규칙 제854호)
- 1986년 9월 1일: 서산지원 합의지원 승격(법률 제3801호)
- 1995년 9월 1일: 시군법원 개원, 순회심판소 폐지(법률 제4765호)
- 1997년 7월 1일: 남대전등기소 신설(대법원규칙 제1472호)
- 1998년 1월 1일: 강경지원을 논산지원으로 개칭(법률 제5432호)
- 1999년 10월 4일: 동대전을 대덕등기소로 개칭, 동구를 남대전등기소로 관할 이전(대법원규칙 제1606호)
- 2001년 3월 1일: 공주지원 합의지원 승격(법률 제6409호)
- 2004년 1월 1일: 천안지원 사무국 신설(대법원규칙 제1856호)
- 2007년 2월 1일: 가정지원 개원(법률 제8244호)
- 2012년 3월 1일: 가정지원을 대전가정법원으로 승격
- 2031년 3월 1일: 대전지방법원에서 세종지방법원이 분리되어 신설 예정

## 관할 구역
- 대전광역시 · 세종특별자치시 · 충청남도

## 소재지
- 본원: 대전광역시 서구 둔산중로78번길 45 (둔산동)
  - 세종특별자치시법원: 세종특별자치시 조치원읍 새내16길 27
  - 금산군법원: 충청남도 금산군 금산읍 비범로 9
- 공주지원: 충청남도 공주시 한적2길 34-15 (금흥동)
  - 청양군법원: 충청남도 청양군 청양읍 중앙로11길 20
- 논산지원: 충청남도 논산시 강경읍 계백로 99 - 계룡시 지역도 관할한다.
  - 부여군법원: 충청남도 부여군 부여읍 사비로 28
- 서산지원: 충청남도 서산시 공림4로 24 (예천동)
  - 당진시법원: 충청남도 당진시 청룡길 140 (읍내동)
  - 태안군법원: 충청남도 태안군 태안읍 탑골길 71
- 천안지원: 충청남도 천안시 동남구 청수14로 77 (청수동)
  - 아산시법원: 충청남도 아산시 용화로76번길 7 (용화동)
- 홍성지원: 충청남도 홍성군 홍성읍 법원로 38
  - 보령시법원: 충청남도 보령시 중앙로 128 (대천동)
  - 서천군법원: 충청남도 서천군 장항읍 장항로 245
  - 예산군법원: 충청남도 예산군 예산읍 벚꽃로 149-7

## 조직
- 재판부
  - 재정결정부(1부)
  - 행정부(2부)
  - 민사부(11부)
  - 형사부(11부)
  - 민사단독(16부)
  - 형사단독(10부)
  - 행정단독(1부)
  - 신청단독(8부)
  - 영장단독(2부)
- 사무국
  - 사법보좌관실
  - 총무과
  - 종합민원실
  - 민사합의과
  - 민사단독과
  - 민사신청과
  - 민사집행과
  - 형사과
  - 등기과
  - 법원보안관리대

## 관할 등기소
- 대전지법 등기국
- 금산등기소
- 부여등기소
- 장항등기소
- 보령등기소
- 청양등기소
- 세종등기소
- 아산등기소
- 예산등기소
- 당진등기소
- 태안등기소

## 법원장
| 순번 | 이름   | 재임 기간                          |
| ---- | ------ | ---------------------------------- |
|      | 김용섭 | 1960년 ~                           |
| 28대 | 윤상목 | 1988년 7월 20일 ~                  |
| 29대 | 이재화 | 1991년 2월 21일 ~ 1993년 2월 21일  |
| 30대 | 고중석 | 1993년 2월 22일 ~ 1993년 10월 14일 |
| 31대 | 이영범 | 1993년 10월 15일 ~1994년 7월 20일  |
| 32대 | 이동락 | 1994년 7월 21일 ~ 1996년 2월 25일  |
| 33대 | 정용인 | 1996년 2월 26일 ~ 1998년 2월 22일  |
| 34대 | 양인평 | 1998년 2월 23일 ~ 1999년 10월 10일 |
| 35대 | 임대화 | 1999년 10월 11일 ~2000년 2월 10일  |
| 36대 | 이강국 | 2000년 2월 11일 ~ 2000년 7월 27일  |
| 37대 | 신정치 | 2000년 7월 28일 ~ 2001년 2월 11일  |
| 38대 | 이근웅 | 2001년 2월 12일 ~ 2002년 2월 7일   |
| 39대 | 최병학 | 2002년 2월 8일 ~ 2003년 2월 11일   |
| 40대 | 정호영 | 2003년 2월 12일 ~ 2004년 2월 10일  |
| 41대 | 조용무 | 2004년 2월 11일 ~ 2005년 2월 13일  |
| 42대 | 오세빈 | 2005년 2월 14일 ~ 2005년 11월      |
| 43대 | 이주흥 | 2005년 11월 4일 ~ 2006년 8월       |
| 44대 | 김진권 | 2006년 8월 24일 ~ 2008년 2월 12일  |
| 45대 | 김경종 | 2008년 2월 13일 ~ 2009년 2월 8일   |
| 46대 | 길기봉 | 2009년 2월 9일 ~ 2010년 2월 11일   |
| 47대 | 김용헌 | 2010년 2월 11일 ~ 2011년 2월 16일  |
| 48대 | 박병대 | 2011년 2월 17일 ~ 2011년 5월 16일  |
| 49대 | 황찬현 | 2011년 5월 23일 ~ 2012년 9월       |
| 50대 | 최재형 | 2012년 9월 7일 ~ 2014년 2월 12일   |
| 51대 | 조인호 | 2014년 2월 13일 ~ 2016년 2월 10일  |
| 52대 | 안철상 | 2016년 2월 11일 ~ 2018년 1월       |
| 53대 | 김필곤 | 2018년 2월 13일 ~ 2020년 2월 21일  |
| 54대 | 최병준 | 2020년 2월 22일 ~ 2022년 2월 20일  |
| 55대 | 양태경 | 2022년 2월 21일 ~ 2024년 2월 4일   |
| 56대 | 김용덕 | 2024년 2월 5일 ~                   |

## 같이 보기
- 쓰시마 불상 도난 사건